# قريح
القَُرَيْح أو القرح اللين أو قرحة لينة (بالإنكليزية Chancroid) تسمى أيضا القرحة الرخوة أو القرحة الآكلة. وهي مرض بكتيري يصيب الجهاز التناسلي، وينتقل عن طريق الاتصال الجنسي أو التلامس المباشر للمنطقة المصابة، والعامل المسبب له هو المستدمية الدوكرية. تمتد فترة حضانة القريح بين يوم واحد إلى أسبوعين وهي الفترة ما بين الإصابة بالبكتريا وظهور أعراض المرض.

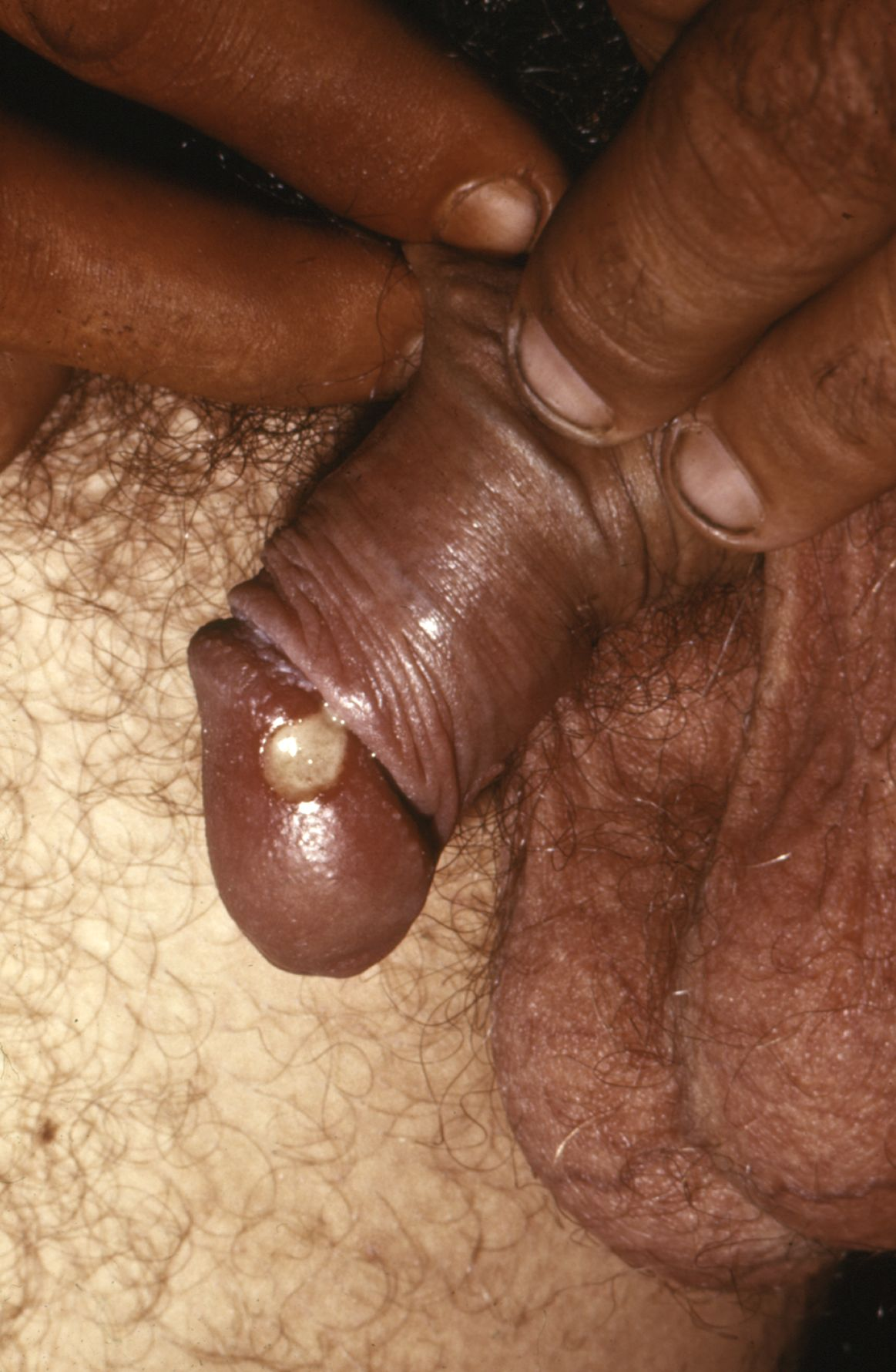
صورة للقرح اللين

## الأعراض
يصيب المرض الأعضاء التناسلية ويبدأ كنتوء على هيئة خراج (دمل) صغير ملتهب وأحمر اللون وممتلئ بالصديد. ثم يزداد في الحجم حتى يتمزق طاردا الصديد المحتوى عليه إلى الخارج ويصبح قرحة خلال يوم.
وقد تظهر الإصابة بالمرض في صورة قرحة واحدة فقط أو أكثر من قرحة. ففي 50% تقريباً من الرجال المصابين يظهر قرح واحد فقط، على عكس النساء اللاتي تصبن عادة بأربع قروح أو أكثر. وقد تكون هذه القرحة مصحوبة بالألم ويتراوح حجمها من 3 إلى 50 مم. يكون شكل القرحة ذو جوانب غير واضحة على شكل حواف ممزقة لونها اما اصفر أو رمادي. وقد تنزف دما إذا ما تم حكها. 50% تقريبا من المصابين بالقرحة اللينة تحدث لديهم التهابات في الغدد الليمفاوية الإربية Inguinal lymph node الموجودة في منطقة العانة . وتكون هذه العقد الليمفاوية مؤلمة ويزداد حجمها تدريجيا (تتضخم) حتى تتمزق مؤدية إلى خروج الصديد منها من خلال الجلد.و يجب الآخذ في الاعتبار أن القرح التناسلية مثل القرحة اللينة والزهرية تزيد من خطر الإصابة بفيروس الأيدز HIV ، لذلك يجب القيام باختبار الايدز HIV Test.

## الفرق يني القرحة اللينة والقرحة الصلبة
تتشابه القرحة اللينة (Chancroid) مع القرحة الصلبة الزهرية (Chancre )الناتجة عن مرض الزهري (Syphilis)، ولكن القرحة اللينة تكون قاعدة القرحة لينة وطرية لذلك تسمى بالقرحة اللينة Soft Chancre ، على عكس القرحة الزهرية التي تكون قاعدة القرحة صلبة ويطلق عليها القرحة الصلبة Hard Chancre.

## التشخيص
يتم التشخيص في حالة القرحة اللينة عن طريق أخذ عينة أو خزعة من قاعدة القرحة وزرعها.ولكن غالبا ما يعتمد تشخيص القرحة اللينة على الصورة الإكلينيكية للمرض ووجود تضخم في العقد الليمفاوية، وبعد استبعاد الأسباب الأخرى للقرحة التناسلية مثل الزهري Syphilis ، والهربس البسيط Herpes Simplex.

## العلاج
يعطى المصاب بالقرحة اللينة المضادات الحيوية مثل الازيثروميسين Azithromycin، السيبروفلوكساسين Ciprofloxacin، الاريثروميسين Erythromycin، أو السيفترايكسون Ceftriaxone.
وويبدأ زوال القرحة في التحسن خلال أسبوع من بدء لمضاد الحيوي تاركة مكانها ندبة صغيرة جدا متليفة. ويجب التوجه للطبيب إذا لم يبدأ التحسن بعد أسبوع من العلاج.في بعض الحالات يتم تفريغ العقد الليمفاوية والملتهبة والمتضخمة والمحتوية على صديد بواسطة إبرة أو جراحة موضعية بسيطة.و يجب التنبيه على المريض أن يتوقف عن العلاقة الجنسية حتى يتم الشفاء تماما.

## انظرأيضا
قرحة تناسلية

## وصلات خارجية
- Vaccine Shown Effective Against Chancroid

http://www.utdol.com/online/content/topic.do?topicKey=stds/7330
http://www.utdol.com/online/content/topic.do?topicKey=stds/3050&selectedTitle=1~28